# João Evangelista Pereira da Silva
Dom João Evangelista Pereira da Silva, TOR (Gouvães do Douro, 23 de agosto de 1708 — Belém do Pará, 14 de maio de 1782) era religioso da Ordem dos Terceiros Franciscanos Regulares, onde foi ordenado presbítero no dia 20 de setembro de 1732, aos 24 anos de idade.
No dia 11 de junho de 1771 El Rei José I apresenta Frei João Evangelista para o Bispado do Pará, no dia 17 de junho do mesmo ano o Papa Clemente XIV o confirma. Foi ordenado bispo no dia 28 de outubro de 1771, aos 62 anos de idade, pelas mãos de Dom Bartolomeu Manoel Mendes dos Reis (1720-1799), bispo de Macau, China.
Em julho de 1772 há uma disputa jurídica da legitimidade da posse do novo bispo, dado que as bulas, as provisões e a procuração apresentadas ao Vigário Capitular não estavam acompanhadas de Carta Régia.
No dia 21 de novembro de 1772 Dom João Evangelista chega a Belém, no mesmo navio que conduziu o novo Governador e Capitão General da Província do Grão Pará e Rio Negro, João Pereira Caldas.
No dia 28 de novembro faz sua entrada solene na catedral de Belém, ocupando a sé que ficou vacante por mais de oito anos. Assim registra Antônio Ladislau Monteiro Baena em seu "Compêndio das Eras da Província do Pará":
"No dia 28 do referido mês faz-se a cerimônia da entrada pública e solene do Bispo; à qual assistem os dois capitães generais e o Governador do Rio Negro. Esta procissão, em que os moradores viam os símbolos da dignidade e governo espiritual, é presenciada com o mais vivo contentamento público por terem a dita de já divisarem um novo pastor na cadeira da diocese; a qual esteve viúva do seu prelado por espaço de oito anos, volvidos desde 15 de agosto de 1764, em que faleceu o quarto bispo Dom Frei João de São José de Queirós da Silveira no convento de São João do Ermo no Bispado do Porto, para onde o monarca o mandara confinar."
A residência episcopal passa a ser no antigo Colégio dos Jesuítas, sendo Dom João Evangelista o primeiro bispo a aí residir.
No dia 1º de fevereiro de 1774 Dom João benze a capela-mor da Catedral de Belém. No dia 23 de junho de 1777 sagrou e dedicou a Capela de São João Batista, obra do arquiteto Antônio Landi.
Dom João convocou e presidiu em 1777 o primeiro sínodo do Pará e segundo do Brasil.
O seu governo episcopal se dá no final do período pombalino (1750-1777) e o governo de D. Maria I, a piedosa.
Dom João Evangelista faleceu no dia 14 de maio de 1782, aos 73 anos de idade, em Belém, Pará, Brasil.

## Sucessão
Dom João Evangelista Pereira da Silva é o 5 º bispo de Belém do Pará, sucedeu a Dom Frei João de São José de Queirós da Silveira e teve como sucessor
Dom Frei Caetano Brandão.